# 锡特勒斯斯普林斯
锡特勒斯斯普林斯（英語：Citrus Springs）是位於美國佛羅里達州西特拉斯縣的一個人口普查指定地區。

## 地理
锡特勒斯斯普林斯的座標為28°59′37″N 82°27′42″W / 28.99361°N 82.46167°W，而該地最高點為海拔高度29米（即95英尺）。

## 人口
根據2010年美國人口普查的數據，锡特勒斯斯普林斯的面積為54.80平方千米，當中陸地面積為54.80平方千米，而水域面積為0.00平方千米。當地共有人口8622人，而人口密度為每平方千米157人。